# الدوري السوفيتي الممتاز لكرة القدم 1989
الدوري السوفيتي الممتاز لكرة القدم 1989 هو الموسم 53 من الدوري السوفيتي الممتاز لكرة القدم. أقيم خلال الفترة 11 مارس 1989 وحتى 27 أكتوبر 1989، وأشرف على تنظيمه الاتحاد السوفيتي لكرة القدم، وكان عدد الأندية المشاركة فيه 16، وفاز فيه سبارتاك موسكو.